# Kathedrale von Piana degli Albanesi

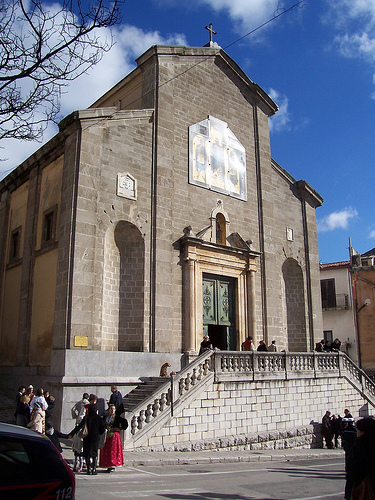
Äußeres der Kathedrale

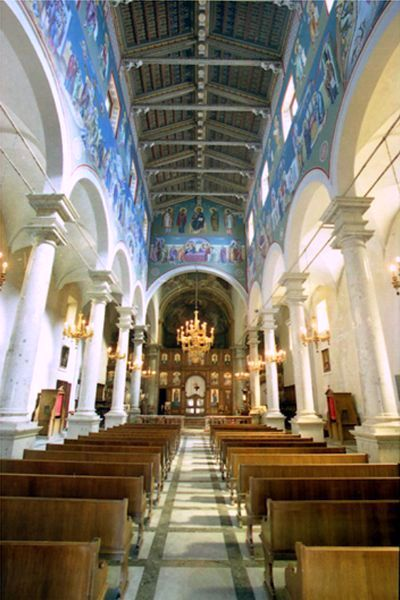
Inneres der Kathedrale

Die Kathedrale San Demetrio Megalomartire (albanisch kryeklisha e Shën Dhimitrit Dëshmor i Math, italienisch cattedrale di San Demetrio Megalomartire) in Piana degli Albanesi, Sizilien ist die Kathedrale der Eparchie Piana degli Albanesi, einem der beiden Bistümer der italo-albanischen Kirche. Die Kathedrale ist dem heiligen Demetrius von Thessaloniki geweiht.
Die Kirche wurde ca. 1590 errichtet, 1641 bis 1644 wurden die Apsiden von Pietro Novelli ausgemalt. Mit der Errichtung der Eparchie Piana degli Albanesi am 26. Oktober 1937, dem Gedenktag des heiligen Demetrius, wurde sie zur Kathedrale erhoben.
Der Eingang zu der Kathedrale ist über eine zweiläufige spätbarocke Treppe zu erreichen. Über dem Portal zeigt ein Mosaik den thronenden Christus mit den Heiligen Georg und Demetrius. Das Innere der Kirche ist dreischiffig, die Seitenschiffe sind durch Marmorsäulen von dem Hauptschiff abgeteilt. Der Vorderteil der Kirche mit den Apsiden ist durch eine Ikonostase abgeteilt.